# Chinú
Chinú là một khu tự quản thuộc tỉnh Córdoba, Colombia. Thủ phủ của khu tự quản Chinú đóng tại Chinú Khu tự quản Chinú có diện tích 624 ki lô mét vuông. Đến thời điểm ngày 28 tháng 5 năm 2005, khu tự quản Chinú có dân số 33137 người.